# 封神殺
《封神殺》是台灣鈊象電子（IGS）公司所開發，根據中國名著《封神演義》改編的街機遊戲，規則與《三國殺》相似。 在《封神殺》遊戲中，玩家將扮演一名商末時期的武將，結合本局身份，經過一輪一輪的謀略和動作獲得最終的勝利。 遊戲採用回合製的出牌順序，由主公開始依次行動，在自己的回合內，玩家需要完成摸牌、出牌和棄牌的過程。遊戲牌共分為四大類：武將牌、基本牌、功能牌和裝備牌。每類牌裡包含了多種同類型牌。合共有61種卡牌，每種牌都有自己的獨特用處。

## 规则
游戏有五名玩家进行，分别扮演帝王、内鬼、忠臣和两个妖魔，帝王和忠臣的目的是将内鬼和妖魔全部杀死，而妖魔则将帝王杀死就算胜利，内鬼则需要先将帝王以外的角色杀灭，最后在和帝王的对战中取胜。每个回合中只有帝王的身份会被公开。在身份确定后，各个玩家将开始选择角色，这些人物取自《封神演義》，如哪吒、妲己等。每个武将的都有各自的的特殊能力。
游戏开始时，玩家将从帝王开始依次顺时针行动。每个回合分为摸牌、出牌与丢弃手牌三个阶段。每个玩家回合开始前可以摸取两张手牌，在自己的出牌回合内，玩家或可以出“杀”牌攻击相邻的敌人、或可以穿上一款装备，或可以使用“藥”牌回复体力。当玩家宣布自己的回合结束后，就需要丢弃手牌直至牌数与体力相等。而在其他人使用“杀”进行攻击时，玩家可以选择打出“闪”牌以抵消杀的攻击，若不能抵消则会损失1点体力。而当玩家体力为0时，其他任何角色都可以打出“药”牌来避免此角色死亡。
游戏中还有一些特殊功能的“杀”“闪”“药”牌，例如“卉雷殺”攻击命中时，对方需要摸一张牌进行判定，若此牌为黑桃，则可额外伤害1点，此外游戏亦有其他的杀牌。而有些“闪”牌在打出后可以立刻摸一张牌，还有些“药”牌可以一次恢复2点体力。
而游戏中的各种装备亦能带来额外的效果，如武器装备可以增强攻击效果，防具装备可以增强防御力，坐骑则可攻击相隔较远的敌人或使相邻的敌人攻击不到。三类牌最多只能同时装备1张，新装备会替代旧装备。此外使用一些“杀”牌攻击成功亦可能拆除装备牌。

## 运营
大陸版的《封神殺》並不是以獨立遊戲推出市場，他作為《IQ樂園》系列名下的新遊戲推出市場 。而香港版的《封神殺》是以個別機台遊戲推出，而且推出時間大幅度延遲，大約2011年12月頭開始測試。

## 参注
1. ↑  http://www.chinaamuse.com/catalog/zhazhiqikan/201104/2011041/2011413/485_201141311469500_1.html （页面存档备份，存于） 《上网封神杀》强势登场 2011-4-13
2. ↑  http://iqnet.wahlap.com/board.php?mode=board&b_id=59&GType=3 （页面存档备份，存于） 再不杀就落伍了！《封神杀》震撼登场！ 2011-02-22
3. ↑  http://ddz.igsgame.net/announce.php?mode=view&p=365《封神殺》場測店家地址，想嘗鮮的玩家可到以下店家尋覓喔！ （页面存档备份，存于） 2011/12/08